# Dendrilla acantha
Dendrilla acantha är en svampdjursart som beskrevs av Jean Vacelet 1958. Dendrilla acantha ingår i släktet Dendrilla och familjen Darwinellidae. Inga underarter finns listade i Catalogue of Life.